# Parní tramvaj v Brně

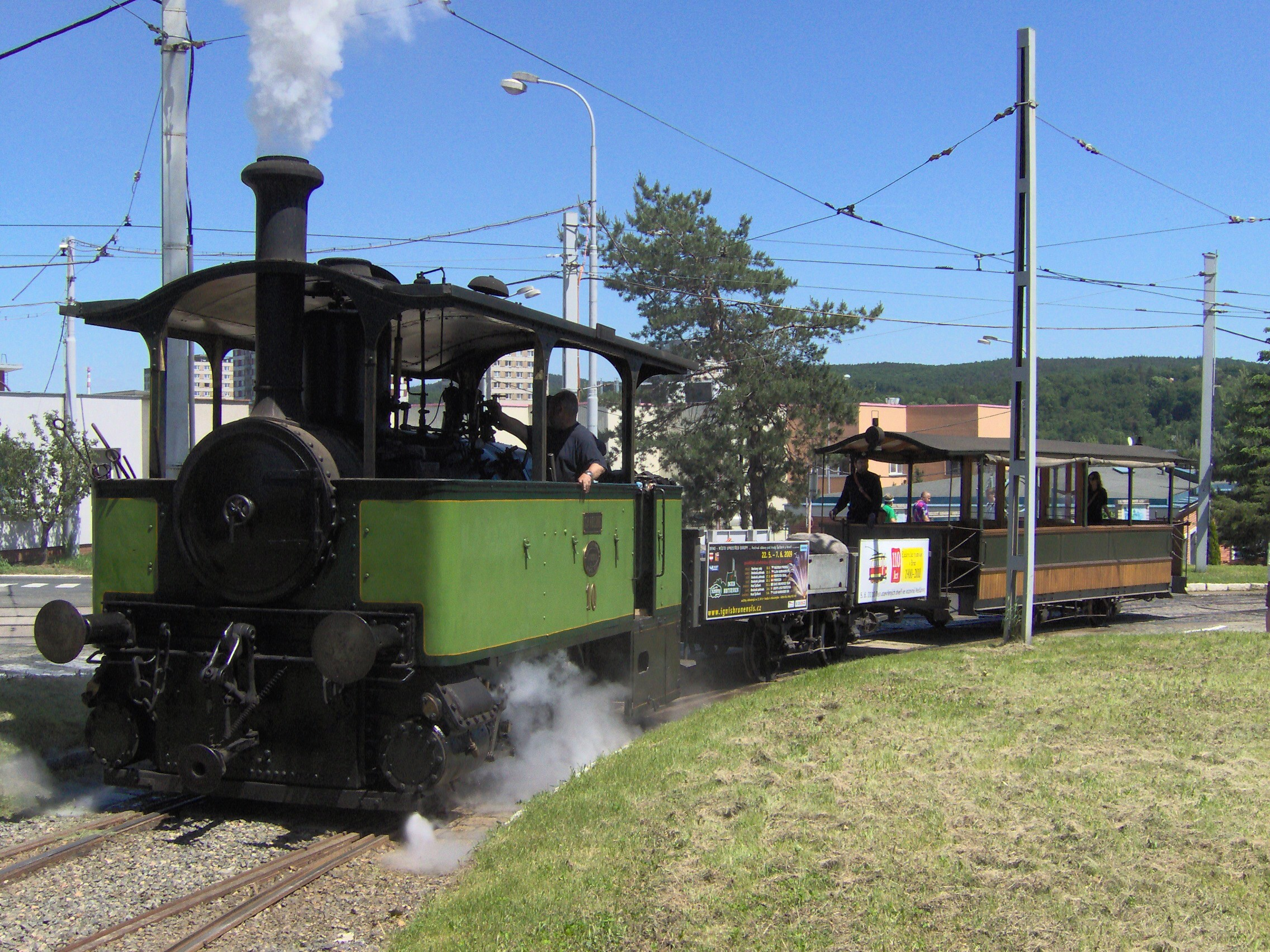
Vlak parní tramvaje tažený lokomotivou Caroline

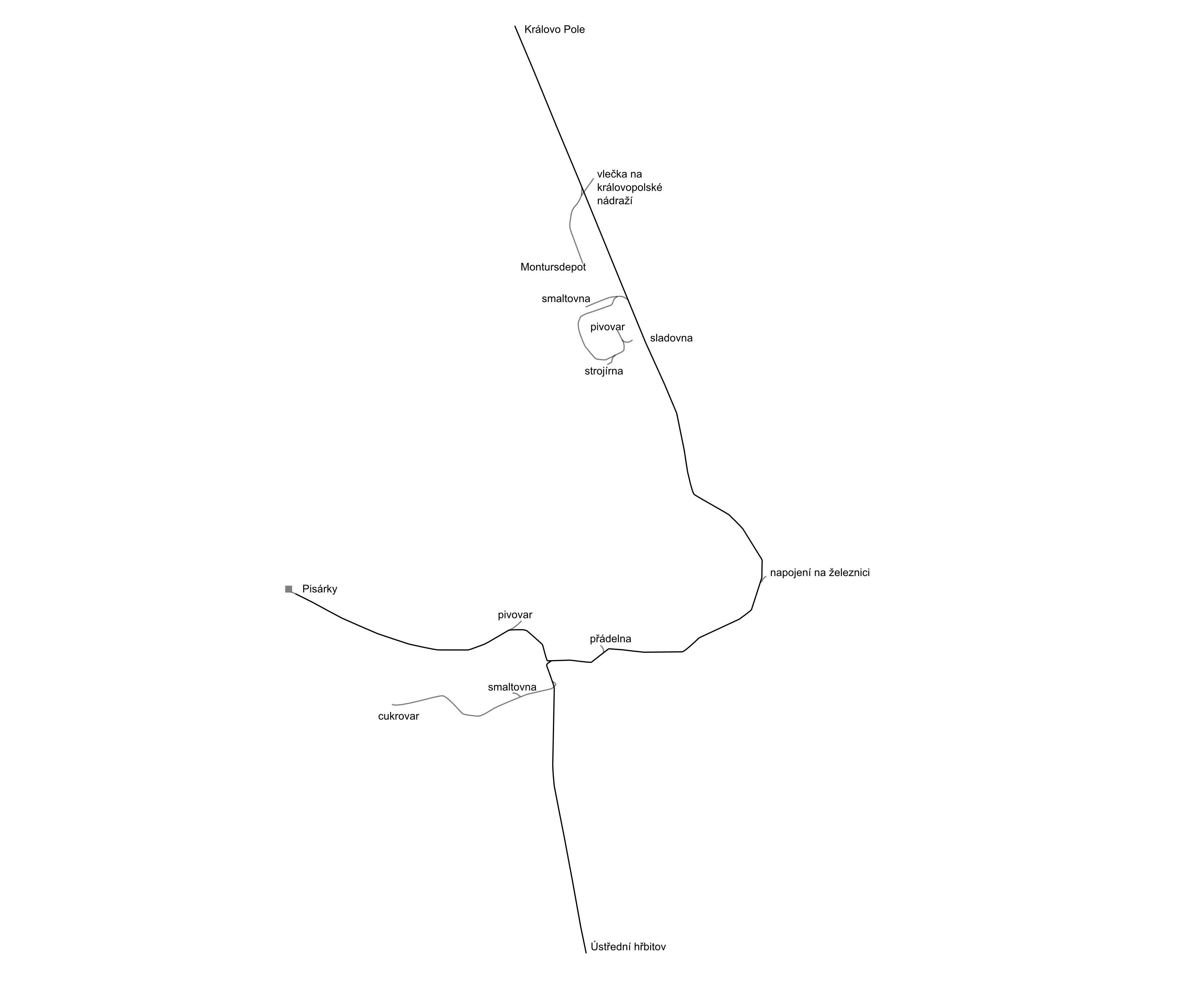
Síť brněnské parní tramvaje v roce 1897

Parní tramvaj v Brně byla v provozu od roku 1884 a nahradila tak koněspřežnou tramvaj, která zde jezdila mezi lety 1869 a 1880. Provoz parní tramvaje, zajišťovaný postupně společnostmi Brünner Dampf-Tramway, Brünner Local-Eisenbahn-Gesellschaft a Oesterreichische Union Elektrizitäts-Gesellschaft, byl silný a výdělečný především v nákladní přepravě. V roce 1900 byla většina sítě elektrifikována a v Brně začaly jezdit elektrické tramvaje, nákladní dopravu ale nadále až do roku 1914 zajišťovaly parní tramvajové lokomotivy. Lokomotiva Caroline jezdila v ulicích města až do roku 1926, byla ale v majetku vojenské správy a později Zbrojovky. Druhá etapa brněnské parní tramvaje je datována do let 1943–1947, kdy jediná dochovaná lokomotiva Caroline vypomáhala nejdříve v nákladní a později i v osobní dopravě.

## Osobní provoz

### První pokus
Poprvé se parní tramvajová lokomotiva objevila v Brně v roce 1879. Firmě Brünner Tramway-Unternehmung (česky Brněnská správa tramwayská), která tehdy provozovala ve městě koněspřežnou tramvaj, zapůjčila lokomotivka Krauss z Mnichova jednu lokomotivu pro zkušební jízdy. Stroj poprvé vyjel 12. července 1879, po ujetí krátké vzdálenosti ale vykolejil. Další zkušební jízda byla provedena v Pisárkách dne 16. července, podle dobového tisku tentokrát proběhla skvěle. Problémy ale nastaly s moravským místodržitelstvím, které o těchto zkouškách nic nevědělo a podniku pohrozilo pokutou. Oficiální zkušební jízda se tedy pod dohledem místodržitelství, výrobce a provozovatele brněnské koňky konala 12. srpna 1879, výsledek ale nebyl příliš slibný, neboť traťový svršek (v té době většinou dřevěný) nebyl shledán vhodným pro takový těžký stroj a v případě zavedení parních tramvají by musel být zcela vyměněn.

### Počátky provozu

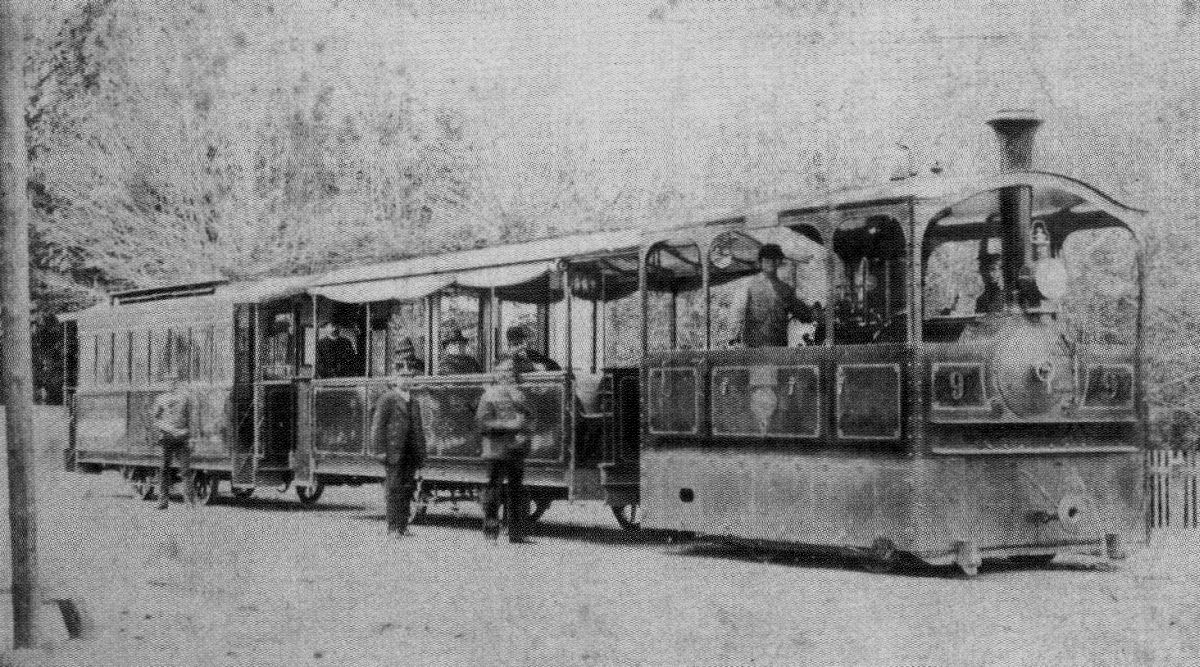
Vlak parní tramvaje s lokomotivou č. 9, otevřeným vlečným vozem č. 11 a uzavřeným vlečným vozem neznámého čísla

Po ukončení provozu koněspřežné tramvaje v roce 1880 kvůli nerentabilitě začalo vedení města hledat dalšího podnikatele, který by byl ochoten provozovat v Brně tramvajovou dopravu. Ozvalo se několik zájemců (mj. i firmy z Bruselu či Lvova), nejvážnějším zájemcem ale byl Wilhelm von Lindheim, propagátor parní tramvaje, který v Rakousku už několik městských drah postavil. Ten skutečně po prohlídce doporučil městu parní pouliční dráhu. Dohoda mezi městem a von Lindheimem byla uzavřena 14. února 1882. Dne 21. září téhož roku získalo Brno od ministerstva obchodu obnovenou koncesi ke stavbě a provozování tramvaje, ale pouze v animální trakci (koňka). Von Lindheim s tímto způsobem dopravy již nepočítal, navíc odmítal slovo „tramvaj“ a místo něj používal termín „pouliční dráha“, které lépe popisovalo jeho chystaný projekt. Aby byl provoz výdělečný, měl von Lindheim v plánu vystavět vlečky do nejrůznějších průmyslových podniků ve městě, kam by parní tramvajové lokomotivy dopravovaly železniční vozy bez překládání nákladu přímo z nádraží.
Jednání ale pokračovala pomalu, von Lindheim mezitím ani nepřesvědčil městskou radu o rozšíření koncese i na parní tramvaj. Během roku 1883 se objevilo několik dalších návrhů řešení tramvajové dopravy ve městě – pneumatická tramvaj systému Mekarski, či tehdy horká novinka elektrická tramvaj. Začátkem roku 1884 potvrdil von Lindheim svůj zájem na vybudování tramvajového provozu v Brně, proto byla v únoru toto roku vypracována smlouva mezí ním a městem, ve které se podnikatel zavázal postavit trať Královo Pole (tehdy samostatný městys) – Pisárky (do 1. srpna 1884) a trať v historickém centru Brna (od Kiosku (dnes Moravské náměstí ulicí Rudolfskou (dnes Českou); do 1. září 1884). Povolena byla jak animální, tak i parní a elektrická trakce, von Lindheim se rozhodl pro dráhu parní. Změna ale nastala u druhé zamýšlené trati, místo ní byla navržena trať z Velkého náměstí (dnes náměstí Svobody) po Kobližné ulici a Cejlu do Zábrdovic.

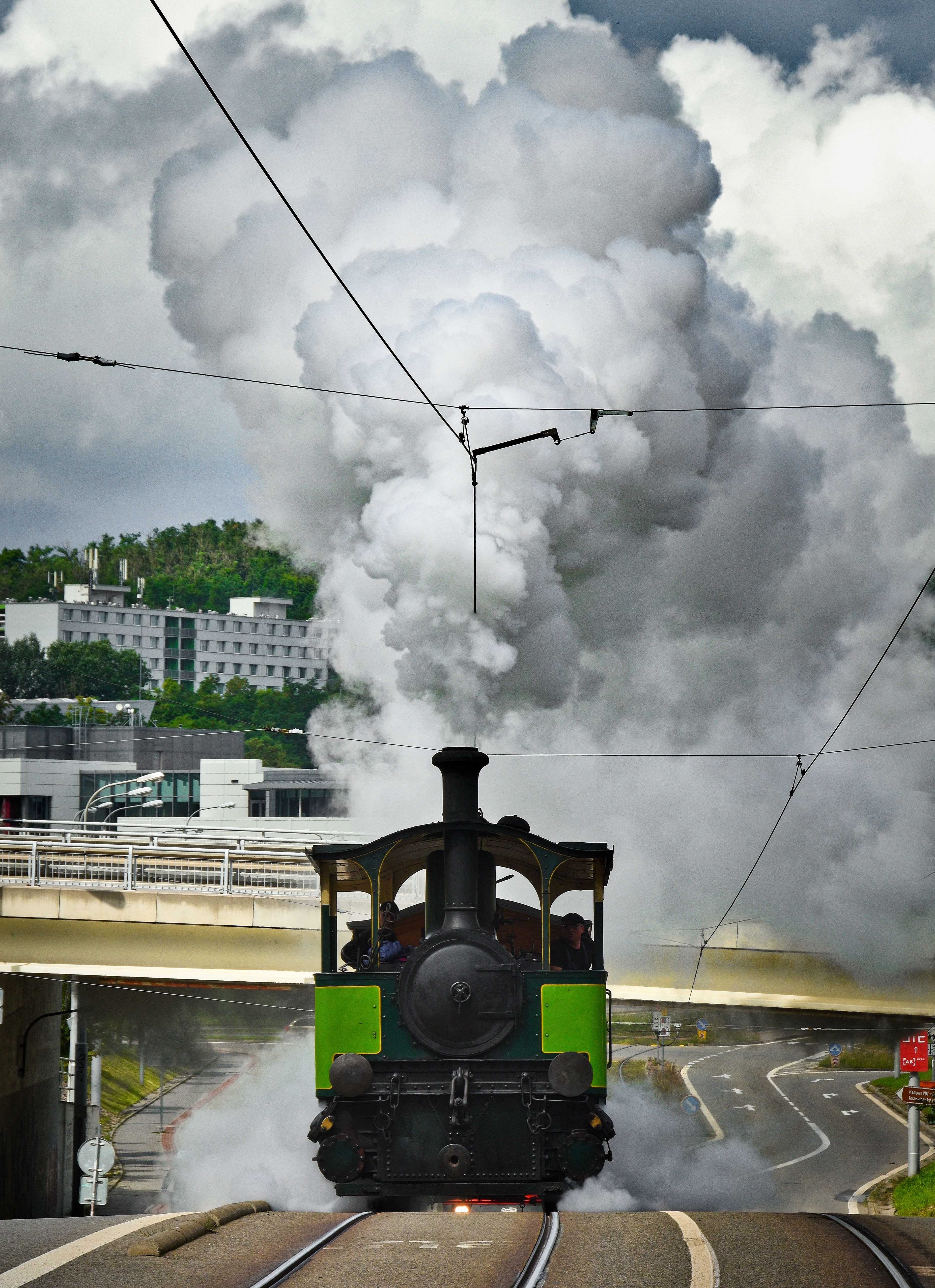
Lokomotiva Caroline během akce 60 let Technického muzea v Brně

Práce na první trati k Pisárek do Králova Pole (k Semilassu) byly zahájeny v březnu 1884, von Lindheim se nově zavázal postavit ji do 1. června. Její stavba pokračovala rychle a proto již v dubnu 1884 byly přichystány kolejnice pro trať z Velkého náměstí do Zábrdovic, k její realizaci ale nakonec nikdy nedošlo. Jedna kolej hlavní trati byla položena 10. května, druhá kolej byla vybudována pouze ve střední části mezi ulicí Ugartovou (dnes Václavská) a mýtem (křižovatka Lidická – Štefánikova – Kotlářská – Pionýrská), zbytek trati byl jednokolejný s výhybnami. Rozchod kolejí byl normální (1435 mm). Během května proběhlo několik kontrolních prohlídek trati, 24. května proběhla technicko-policejní zkouška dvou lokomotiv, které projely celou trať bez potíží. Proto již nic nebránilo zahájení pravidelného provozu, které se uskutečnilo 31. května 1884.
Traťový svršek byl na obyčejných cestách vyřešen kolejnicemi typu Hartwig, které byly spojeny železnými tyčemi a kladeny na štěrkové lože. V dlážděných městských ulicích byly použity dvojité kolejnice Haarmanova systému.
Tramvajovou dopravu provozovala společnost Brünner Dampf-Tramway (česky Brněnská parní tramvaj). Jízdné bylo rozděleno podle úseků a činilo od 6 krejcarů do 20 krejcarů (za projetí celé trati). Zpočátku byl interval mezi spoji hodinový, po dodání dalších lokomotiv byl změněn v pracovní dny na 40minutový, v neděli a o svátcích půlhodinový. V Pisárkách byla na konci trati postavena částečně zděná vozovna s výtopnou, krytou skládkou koksu, jámou na čištění roštu a vodním jeřábem.
Jako náhradu za nerealizovanou trať přes centrum Brna navrhl von Lindheim postavit trať ze Starého Brna k Ústřednímu hřbitovu, který byl postaven daleko od města a podnikatel zde předpokládal silnou poptávku po přepravě. Město s tratí souhlasilo, ale podmiňovalo ji výstavbou tratě ve středu města (do konce roku 1884) a tratě po Cejlu do Zábrdovic (do roku 1889). To ale von Lindheim odmítl s tím, že pokud postaví trať do centra města, zastaví veškerý provoz přes zimní období. Podnikatel nakonec dosáhl svého, město trať ke hřbitovu povolilo bez dalších závazků. Úsek byl během krátké doby postaven a doprava na úseku Ugartova (dnes Václavská) – Ústřední hřbitov byla zahájena 1. listopadu 1884. Trať byla jednokolejná s výhybnami, měla délku 2 150 m a koncová zastávka u hřbitova se již nacházela na katastru tehdy samostatné obce Horní Heršpice.
Interval se zejména v počátcích provozu měnil. V roce 1886 se ustálil, byl zaveden letní jízdní řád (více spojů) a zimní jízdní řád s méně spoji. Přes léto jezdily vlaky na hlavní trati v půlhodinovém intervalu, v zimě byl interval jedna hodina. Na odbočce ke hřbitovu byly vlaky v provozu pouze odpoledne v hodinovém intervalu.
V roce 1886 změnil tramvajový podnik název. Z firmy Brünner Dampf-Tramway se 1. července 1886 stala akciová společnost Brünner Local-Eisenbahn-Gesellschaft (BLEG, česky Brněnská společnost místních drah), která brněnskou parní tramvaj provozovala do konce roku 1898.

### Konec éry parních tramvají a elektrifikace tratí

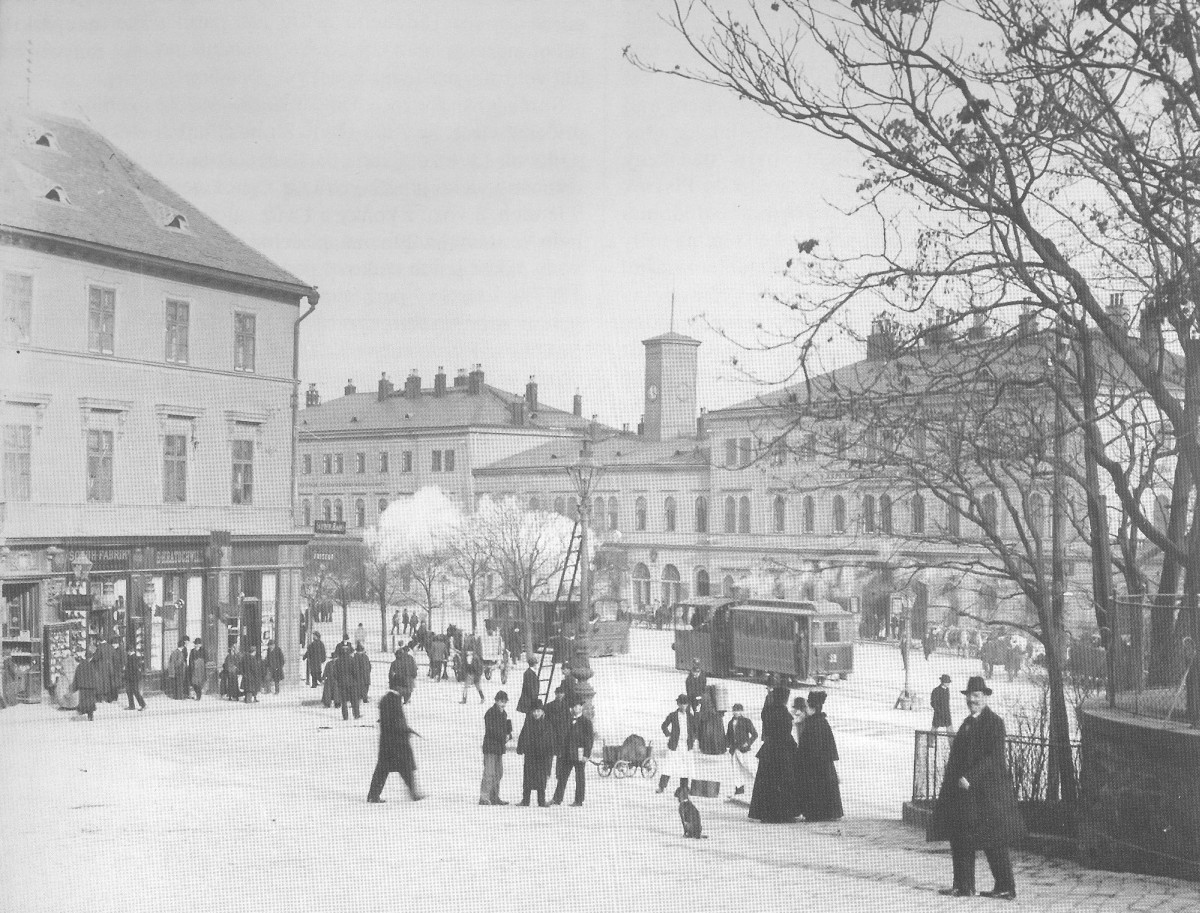
Setkání dvou vlaků parní tramvaje před hlavním nádražím

Délka tratí s osobní dopravou zůstala od roku 1884 nezměněna, což vadilo obyvatelům některých předměstských čtvrtí, které se rychle rozvíjely. Různá sdružení občanů (především z ulic Cejl a Veveří) požadovala zřízení tramvajových tratí do svých ulic, k čemuž však za provozu parních tramvají už nedošlo.
Ve druhé polovině 90. let 19. století probíhala jednání mezi BLEG a městem o elektrifikaci stávajících tratí a výstavbě nových úseků pro elektrickou tramvaj. Časté změny v navrhovaných smlouvách a požadavek města na stavbu tratí i do méně obydlených částí Brna ale nebyly pro BLEG příliš výhodné; společnost by nemohla garantovat svým akcionářům výdělečnost provozu. BLEG proto chtěla parní tramvaj prodat městu, jednání ale nikam nevedla. Společnost předpokládala, že město nechce dráhu provozovat samo, ale v případě koupě by ji prodalo dál. Proto BLEG prodala brněnskou parní tramvaj přímo rakouské společnosti Oesterreichische Union Elektrizitäts-Gesellschaft in Wien (OeUEG, česky Rakouská elektrárenská společnost Union ve Vídni), která ji začala provozovat 1. ledna 1899.
OeUEG se s Brnem dohodla již na konci roku 1898 na elektrifikaci všech tratí a výstavbě nových úseků. Koncesi pro elektrickou tramvaj získalo město 3. února 1900, podle ní byla nákladní doprava nadále řešena parními lokomotivami a navíc při velké poptávce cestujících o nedělích a svátcích mohly parní lokomotivy vypomoci i v osobní dopravě. Elektrifikace stávajících tratí proběhla za plného parního provozu během první poloviny roku 1900, první zkušební jízdy elektrických tramvají se konaly od května toho roku. Poslední pravidelná jízda parní tramvaje v osobní dopravě se konala 21. června 1900 dopoledne a ihned na to začaly jezdit elektrické tramvaje.

## Nákladní doprava

### Brněnské tramvajové vlečky

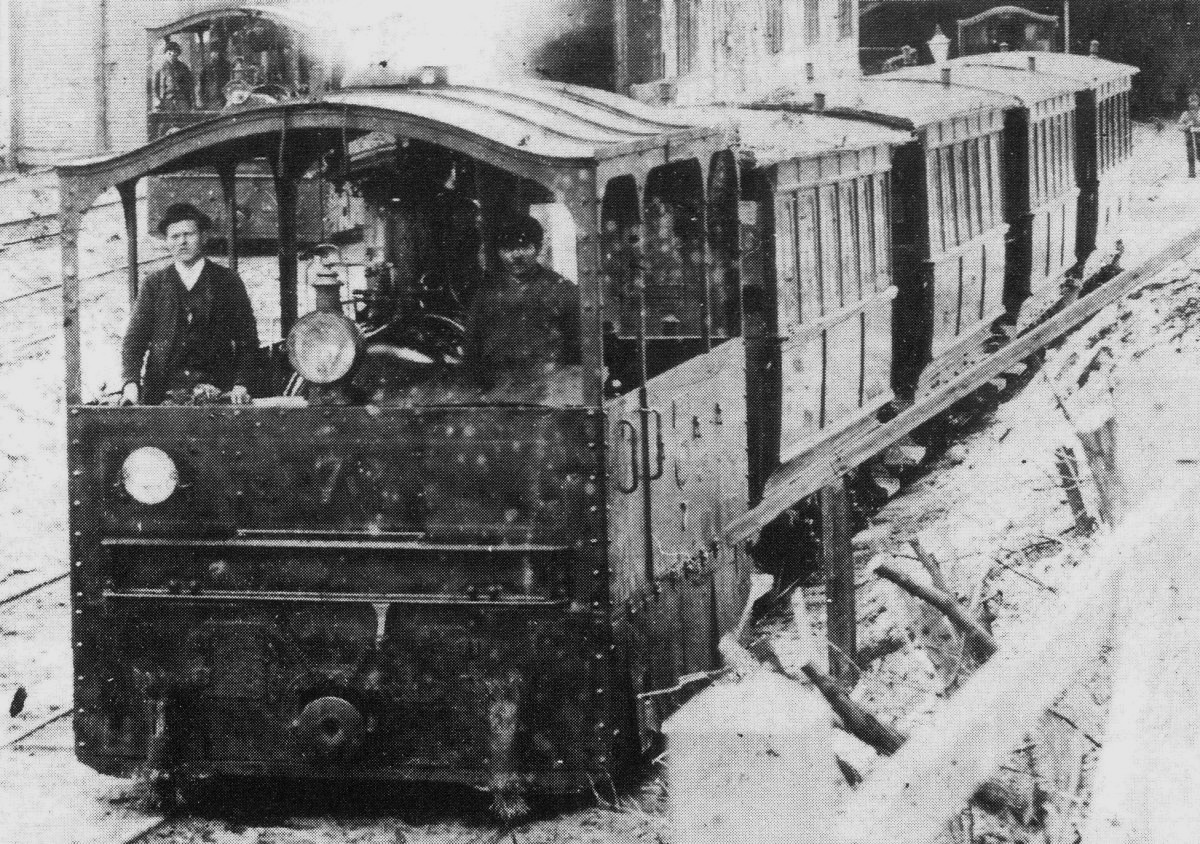
Lokomotiva č. 7 (Giselle?) se čtyřmi uzavřenými vozy bývalé koňky

Záměr podnikatele von Lindheima využít tramvajové tratě i k nákladní dopravě se začal uskutečňovat ve druhé polovině 80. let 19. století. V 80. a 90. letech vzniklo v Brně celkem devět vleček odbočujících z tratí s osobní přepravou (Královo Pole – Pisárky a Ugartova (dnes Václavská) – Ústřední hřbitov), které obsluhovaly parní tramvajové lokomotivy, jež do místních podniků převážely z nádraží železniční vagóny. Silnou nákladní dopravu umožňovaly poměrně dlouhé intervaly mezi osobními spoji, nákladní vlaky byly přitom omezeny na osm vozů.
Jako první byla zprovozněna vlečka v objektu tzv. Montursdepa, vojenského výstrojního skladu v dnešní Štefánikově ulici. BLEG zde zajišťovala provoz od vzniku vlečky v roce 1887 do 11. února 1889, kdy zdejší přepravu převzala Rakouská společnost státní dráhy, lokomotivy BLEG zde ale v případě nutnosti vypomáhaly i nadále. Do areálu zároveň vedla přímá vlečka z nádraží v Králově Poli dnešní ulicí Kartouzskou, která byla zrušena v 70. letech 20. století.
V roce 1889 byla postavena nejdelší brněnská tramvajová vlečka o délce přibližně 1,5 km. Odbočovala z trati ke hřbitovu na křižovatce dnešních ulic Křížova a Poříčí, na břehu Svratky a vedla po nábřeží proti proudu k dnešnímu hotelu Voroněž, kde odbočila k velodromu a vedla dále budoucím areálem brněnského výstaviště ke starobrněnskému cukrovaru (tedy v trase dnešní vlečky z dolního nádraží na výstaviště).
O rok později vznikly dvě vlečky. V prvním případě se jednalo o odbočku z vlečky do starobrněnského cukrovaru. Tato nová vlečka o délce 37 m vedla do smaltovny Bratři Gottliebové & Brauchbar (přibližně v místech dnešní Rybářské ulice). Druhá vlečka z roku 1890 vedla ze Silniční ulice (dnes Hybešova) do přádelny Löw-Beer. Její délka byla 80 m (podle jiných zdrojů 86 m).
V letech 1893 a 1894 byl zprovozněn poměrně rozsáhlý vlečkový komplex mezi dnešními ulicemi Hrnčířskou, Kotlářskou, Štefánikovou a Botanickou. Nejdříve byla 14. srpna 1893 (podle jiných zdrojů ale již v roce 1890) uvedena do provozu vlečka z trati do Králova Pole (dnes ulice Štefánikova) podél Hrnčířské ulice do smaltovny bratří Bartelmusů (délka 162 m). V srpnu následujícího roku začaly nákladní vlaky jezdit po více než jeden kilometr dlouhé odbočce. Ta se odpojovala z vlečky do smaltovny, vedla po Hrnčířské ulici, velkým obloukem se dostala zpět ke Kotlářské ulici, po které klesala zpět ke Štefánikově a levotočivým obloukem zaústila do areálu pivovaru Morgenstern. Na konci posledního oblouku zpětně odbočovala 106 m dlouhá kolej k pivovarské sladovně. Poslední vlečkou v tomto prostoru se stala odbočka na dnešní Kotlářské ulici. Kolej o délce 103 m (dle jiného zdroj 130 m) se zde zpětně odpojila od vlečky do pivovaru a vedla do strojírny Brandt & Lhuiller.
Poslední brněnskou vlečkou obsluhovanou parními tramvajemi byla vlečka do starobrněnského pivovaru. Odbočovala z ulice Hlinky, měla délku 157 m a zprovozněna byla v roce 1896.
V roce 1889 vzniklo v místě dnešního starého autobusového nádraží v Benešově ulici kolejové propojení mezi tramvajovou sítí a železničním seřadištěm. Délka spojky byla 220 m. Další propojení mezi tramvajovou a železniční sítí existovalo na křížení vlečky do vojenského výstrojního skladu v dnešní Štefánikově ulici, datum zahájení provozu ale není známé.

### Období po elektrifikací tratí

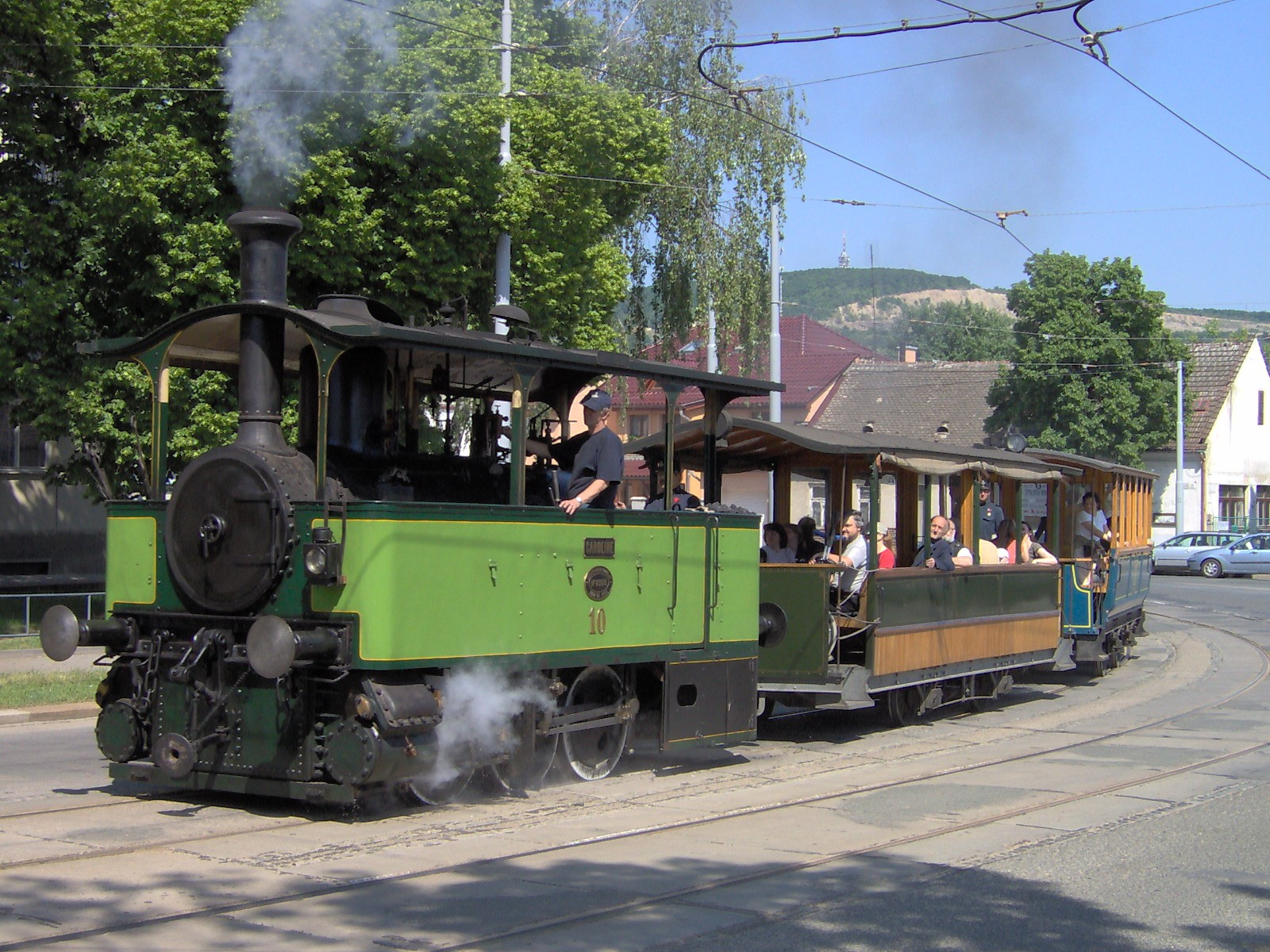
Parní lokomotiva Caroline s vlečným vozem č. 25 a původním vozem koňky č. 6

I nadále po elektrifikaci tratí a zavedení elektrických tramvají v osobní dopravě v roce 1900 zajišťovaly nákladní vlaky parní tramvajové lokomotivy, neboť elektrické lokomotivy byly zakoupeny až v roce 1908 a zprovozněny o rok později. Provozovatelem osobní i nákladní dopravy byla nově založená akciová společnost Gesellschaft der Brünner Elektrischen Strassenbahnen (česky Společnost brněnských elektrických pouličních drah), jejímiž majiteli bylo město Brno, OeUEG Vídeň a AEG Berlín.
V roce 1906 shořel starobrněnský cukrovar, vlečka od odbočky do smaltovny k cukrovaru tak přestala být využívána. Elektrifikace většiny ostatních vleček proběhla v roce 1908. Jednalo se o vlečky do smaltovny na Poříčí, do starobrněnského pivovaru a vlečkový systém při Kotlářské ulici. Ten byl zároveň rozpojen, zrušen byl dlouhý oblouk mezi Kotlářskou a Hrnčířskou ulicí. Vlečka do smaltovny bratří Bartelmusů tak zůstala samostatná, podniky v okolí Kotlářské ulice byly napojeny na hlavní trať novým úsekem vedoucím do křižovatky dnešních ulic Kotlářské a Lidické. V roce 1912 proběhla elektrifikace spojky mezi tramvajovým systémem a železnicí v dnešní Benešově ulici. Jako poslední zůstala neelektrifikována vlečka do přádelny Löw-Beer na Starém Brně, která byla zatrolejována v roce 1914.
Jediná zbylá tramvajová lokomotiva Caroline poté zůstala odstavená. V roce 1915 ji koupil Vojenský stavební dozor, který ji do roku 1920 provozoval na vlečkovém systému vojenského výstrojního skladu ve Štefánikově ulici. V roce 1920 se lokomotiva dostala do majetku Zbrojovky Brno, jež lokomotivu provozovala na vojenských vlečkách i v ulicích města k nádraží, kam dopravovala železniční vagóny, případně posunovala i na vlečce z oděvního skladu na královopolské nádraží. Dne 8. února 1926 byla lokomotiva převedena na železniční vlečku Zbrojovky, čímž skončil provoz parní tramvaje v Brně.

## Provoz ve 40. letech 20. století
Dne 10. listopadu 1940 proběhla mimořádná jízda lokomotivy Caroline, která byla zapůjčena ze Zbrojovky, a několika vlečných vozů po tramvajových tratích, jež se konala při příležitosti 40. výročí elektrické tramvaje v Brně (tentýž den byla také zprovozněna nová trať do Černých Polí).
V roce 1941 převzala brněnská Společnost brněnských elektrických pouličních drah (tehdy Gesellschaft der Brünner elektrischen Strassenbahnen) provoz na železniční trati z Černovic do Líšně, do majetku společnosti tak připadly i dvě klasické železniční parní lokomotivy, které zde zajišťovaly osobní i nákladní provoz a posun na vlečkách. V září 1943 byla na tuto trať bezúplatně převedena ze Zbrojovky i tramvajová lokomotiva Caroline, neboť místní lokomotivy silný provoz nezvládaly. Caroline obsluhovala vlečky ve stanici Černovice a řadila vlaky na místním nádraží. Zde zůstala i po elektrifikaci trati, v srpnu 1944 ale byla převedena do vozovny Pisárky, kde vypomáhala v osobní dopravě při výpadcích elektrického proudu. Byla využívána i jako odtahové vozidlo pro porouchané či poškozené tramvaje i trosky v okolí tramvajových tratí.
Caroline rovněž zahajovala tramvajový provoz v osvobozeném Brně. Jako první byla zprovozněna trať Pisárky – Václavská, kde se parní trakcí (trolejové vedení ještě nebylo opraveno) začalo jezdit 22. května 1945. Poté následovaly další úseky, bylo také opravováno trolejové vedení, k čemuž byla Caroline rovněž využívána, když vozila nákladní vlaky s potřebným materiálem apod. Zpět do Zbrojovky byla předána 9. července 1947, čímž definitivně skončila éra parních tramvají v Brně.

## Vozidlový park

### Lokomotivy

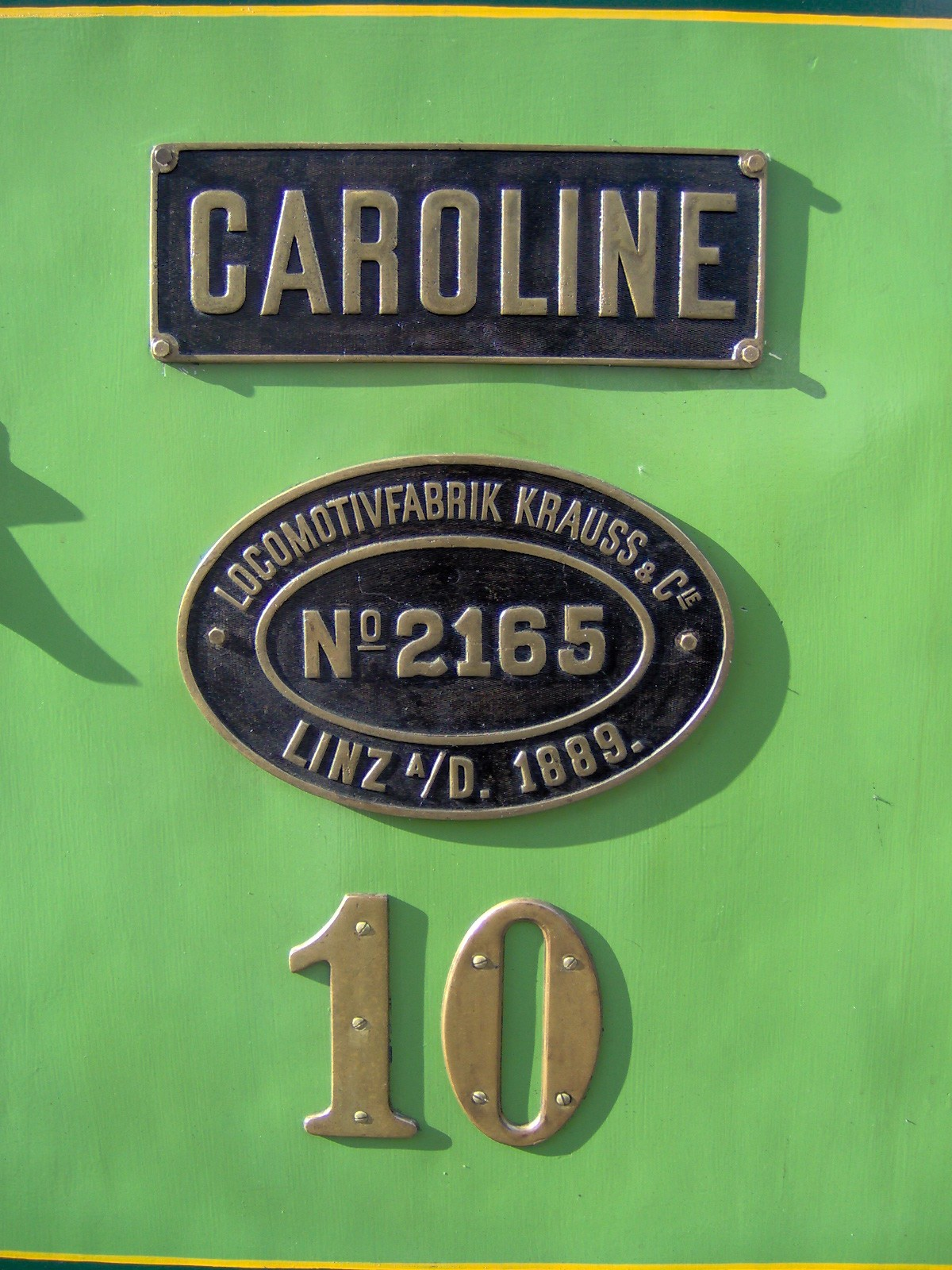
Označení lokomotivy Caroline

Lokomotivní park brněnské parní tramvaje tvořilo celkem 15 strojů dodaných v průběhu 14 let, téměř výhradně vyrobených lokomotivkou Krauss (část z továrny v Mnichově, některé z podniku v Linci). Pouze jeden stroj, evidenčního čísla 5, byl dodán lokomotivkou Sigl z Vídeňského Nového Města (Lokomotivfabrik Wiener Neustadt, LFWN). Některé lokomotivy obdržely ženská jména podle manželky starosty města a manželek radních (dosud zjištěny: Caroline, Clarisse, Hedwig, Mariette, Henriette, Grete, Giselle) a míst, kam parní tramvaje zajížděly (Schreibwald – Pisárky, Karthaus – Královo Pole). Jednalo se o dvounápravové stroje, pouze Caroline byla třínápravová a určená především pro nákladní dopravu.
Na konci roku 1884 bylo k dispozici šest lokomotiv, které ale byly vyrobeny již o několik let dříve a některé z nich již předtím jezdily v jiných městech. Jednou z nich byla také lokomotiva zapůjčená pro zkušební jízdy v roce 1879 do Brna, která byla od roku 1884 označená číslem 3. V roce 1891 bylo v provozu již 11 lokomotiv čísel 1–11, což byl zároveň maximální stav, který v roce 1897 klesl na počet devíti kusů. Lokomotivy zakoupené po roce 1891 nahrazovaly vyřazované starší stroje, jejichž čísla duplicitně obdržely. Nejstarší lokomotivy byly vyřazeny v průběhu 90. let 19. století, některé byly po ukončení osobní dopravy parní trakcí v roce 1900 odstaveny a zpočátku používány jako záložní pro nákladní provoz. Pravidelnou nákladní dopravu po roce 1900 obstarávaly čtyři lokomotivy, tři z nich byly vyřazeny v letech 1909 a 1912. Poslední stroj Caroline byl odstaven v roce 1914.
Do současnosti se dochovala jediná brněnská parní tramvajová lokomotiva – ev. č. 10 Caroline. Po roce 1914 byla v majetku Vojenského stavebního dozoru a poté Zbrojovky Brno. V roce 1952 byla předána ze Zbrojovky do Městského muzea v Brně a následně v roce 1971 do Technického muzea (TMB), které začalo tvořit sbírku vozidel MHD. Caroline je plně funkční a je využívána společně s vlečnými vozy při různých slavnostech a mimořádných jízdách po Brně. Kromě ní vlastní TMB ještě parní tramvajovou lokomotivu č. 3 Witkowitz z Ostravy, která je shodného typu jako brněnský stroj Hedwig. Od 80. let 20. století se nachází v částečně zrenovovaném stavu, plánováno je její uvedení do provozního stavu.
| Ev. č. | Jméno           | Rok výroby | Rok dodání | Rok vyřazení | Výrobce                  | Typ | Jiný provoz                                                   |
| ------ | --------------- | ---------- | ---------- | ------------ | ------------------------ | --- | ------------------------------------------------------------- |
| 1      |                 | 1878       | 1884       | 1895         | Krauss Mnichov           | 36  | 1884 ze Charlottenburgu (zkušební jízdy), 1895 zpět k výrobci |
| 2      |                 | 1879       | 1884       | 1897         | Krauss Mnichov           | 36b | pův. pro železnici Berlín – Drážďany, 1897 zpět k výrobci     |
| 3      |                 | 1879       | 1884       | 1895         | Krauss Mnichov           | 36a | 1879 zkušební jízdy v Brně, 1884 z Brém, 1895 zpět k výrobci  |
| 4      |                 | 1881       | 1884       | 1897         | Krauss Mnichov           | 36a | pův. pro železnici Berlín – Drážďany, 1897 zpět k výrobci     |
| 5      |                 | 1879       | 1884       | 1900 (?)     | Sigl Vídeňské Nové Město |     | 1884 z Budapešti                                              |
| 6      |                 | 1881       | 1884       | 1894         | Krauss Mnichov           | 44  | 1884 z Hamburku                                               |
| 7      | Giselle (?)     | 1885       | 1885       | 1898         | Krauss Mnichov           | 63d | 1898 do Ostravy (č. 7)                                        |
| 8      | Schreibwald (?) | 1885       | 1885       | 1900 (?)     | Krauss Mnichov           | 63d |                                                               |
| 9      | Karthaus        | 1885       | 1886       | 1900 (?)     | Krauss Mnichov           | 63e |                                                               |
| 10     | Caroline        | 1889       | 1889       | 1914         | Krauss Linec             | 49e | 1889 z Debrecenu (zkušební jízdy), 1915 k VSD                 |
| 11     | Clarisse        | 1891       | 1891       | 1900 (?)     | Krauss Mnichov           | 63i |                                                               |
| 1II    | Mariette        | 1894       | 1894       | 1909/1912    | Krauss Linec             | 17a |                                                               |
| 6II    | Hedwig          | 1894       | 1894       | 1909/1912    | Krauss Linec             | 17  |                                                               |
| 3II    | Henriette       | 1895       | 1895       | 1909/1912    | Krauss Linec             | 17b |                                                               |
| 4II    |                 | 1898       | 1898       | 1899         | Krauss Linec             | 17c | 1899 do Ostravy (č. 8)                                        |

Další známé jméno (Grete) zatím nelze přiřadit konkrétní lokomotivě.

### Vlečné vozy

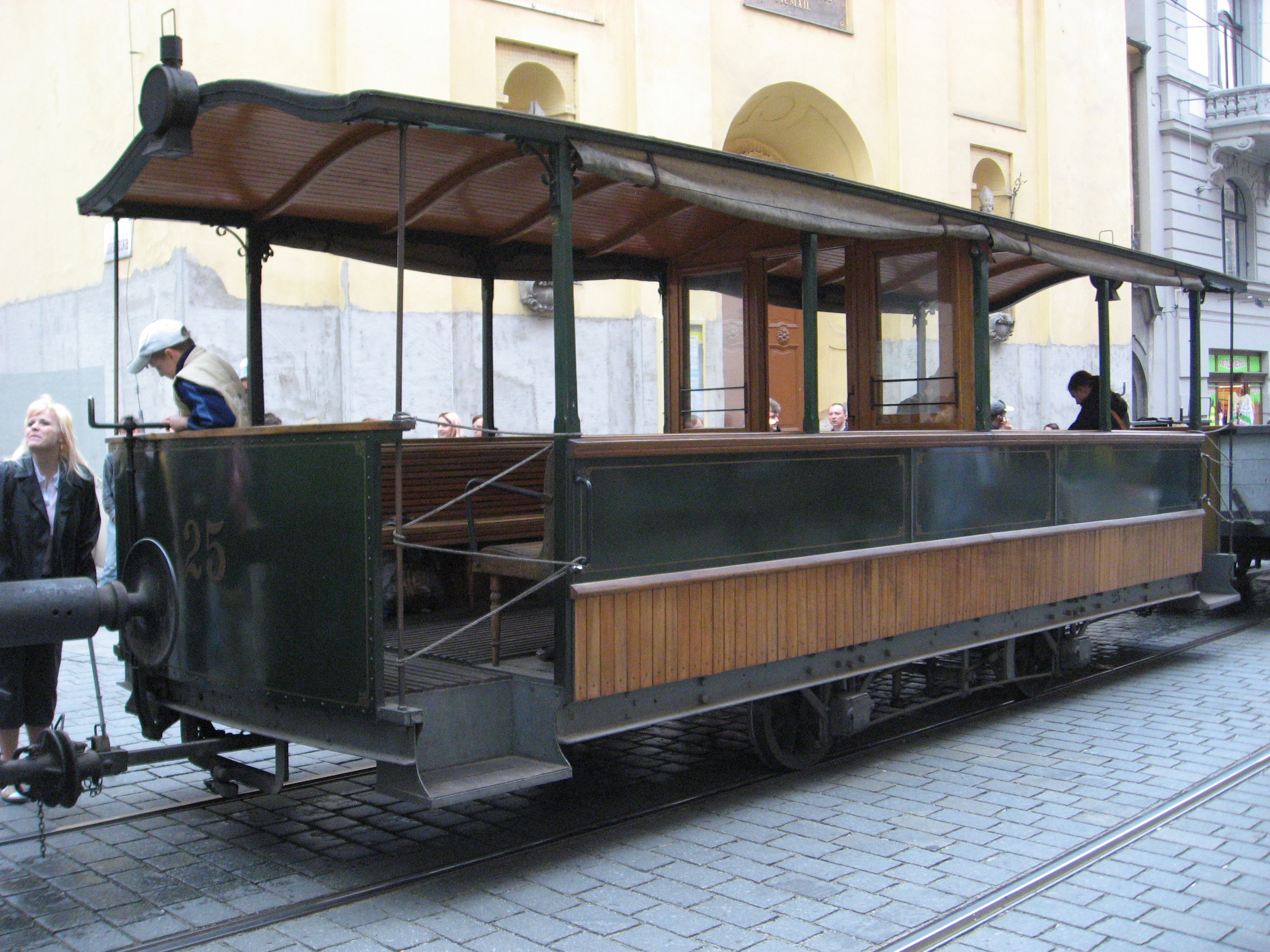
Vlečný vůz č. 25 z roku 1890 před opravou do historického stavu

Podle výkazů disponoval provozovatel brněnské parní tramvaje v roce 1885 celkem 22 vlečnými vozy, z nichž bylo 18 provozuschopných. Pouze osm z nich bylo vyrobeno pro parní provoz, většina ostatních byla převzata z provozu II. koněspřežné tramvaje, čtyři vozy mimo provoz byly určeny pro nerealizovanou trať centrem Brna s animální trakcí. I v dalších letech jsou ve výkazech uváděny počty vozů, např. v roce 1890 bylo k dispozici 26 vozů, roku 1893 celkem 29 vozů, poslední dva osobní vlečné vozy byly do Brna dodány roku 1897.
Není doloženo, jak byly vozy očíslovány. Výjimkami jsou poslední dva vozy dodané v roce 1897 (č. 30 a 31) a několik dobových fotografií, kde je rozeznatelné číslo vozu (doloženy jsou uzavřený vůz koňky č. 2, uzavřený vůz č. 23 z roku 1884 a otevřené vozy č. 9, 11 a 13 z roku 1890). Tato zjištění odporují literaturou uváděnému schématu číslování Jaroslava Šaura (č. 1–8 vozy koňky, č. 9–14, 16 a 17 uzavřené vozy z roku 1884, č. 18–29 otevřené vozy z roku 1890, č. 30 a 31 uzavřené vozy z roku 1897). Podle dobových fotografií a výsledků bádání v archivech bylo zrekonstruováno pravděpodobné číslování vozů.
Vozy č. 1–8 a 15
Tyto vozy byly v roce 1884 převzaty od druhého koněspřežné tramvaje, která byla v provozu v letech 1876–1880. Jejich výrobcem byla firma Hernalser Waggon-Fabriks Actien-Gesellschaft Wien a byly dvou typů – klasické uzavřené a otevřené, které byly kryty pouze střechou bez oken. Vozy č. 1 a 3–8 byl v roce 1900 převzaty provozovatelem elektrické tramvaje a po úpravách byly do roku 1929 využívány jako vlečné vozy čísel 92–98 (od roku 1920 čísla 192–198). Uzavřený vůz č. 2 byl v roce 1900 upraven na montážní vůz trolejového vedení.
Do současnosti se jako exponát Technického muzea v Brně zachoval otevřený vůz č. 6, který byl v roce 1975 renovován při využití pojezdu vozu č. 2 do stavu z období II. koňky a je příležitostně využíván pro mimořádné jízdy v Brně.
Vozy č. 9–14
V roce 1884 byly zakoupeny pro plánovanou, ale nikdy nerealizovanou trať vnitřním městem, kde měly jezdit pouze koněspřežné tramvaje. Nebyly upraveny pro parní dráhu, proto zůstaly mimo provoz, vozy č. 11 a 12 navíc ani nebyly schváleny do provozu. Vozy č. 9, 10 (oba uzavřené), 13 a 14 (oba otevřené) byly v roce 1886 odprodány do Salcburku, kde o rok později zahájily provoz tamní koněspřežné tramvaje, vozy č. 11 a 12 (oba otevřené) je do téhož města následovaly roku 1892.
Vozy č. 16–23

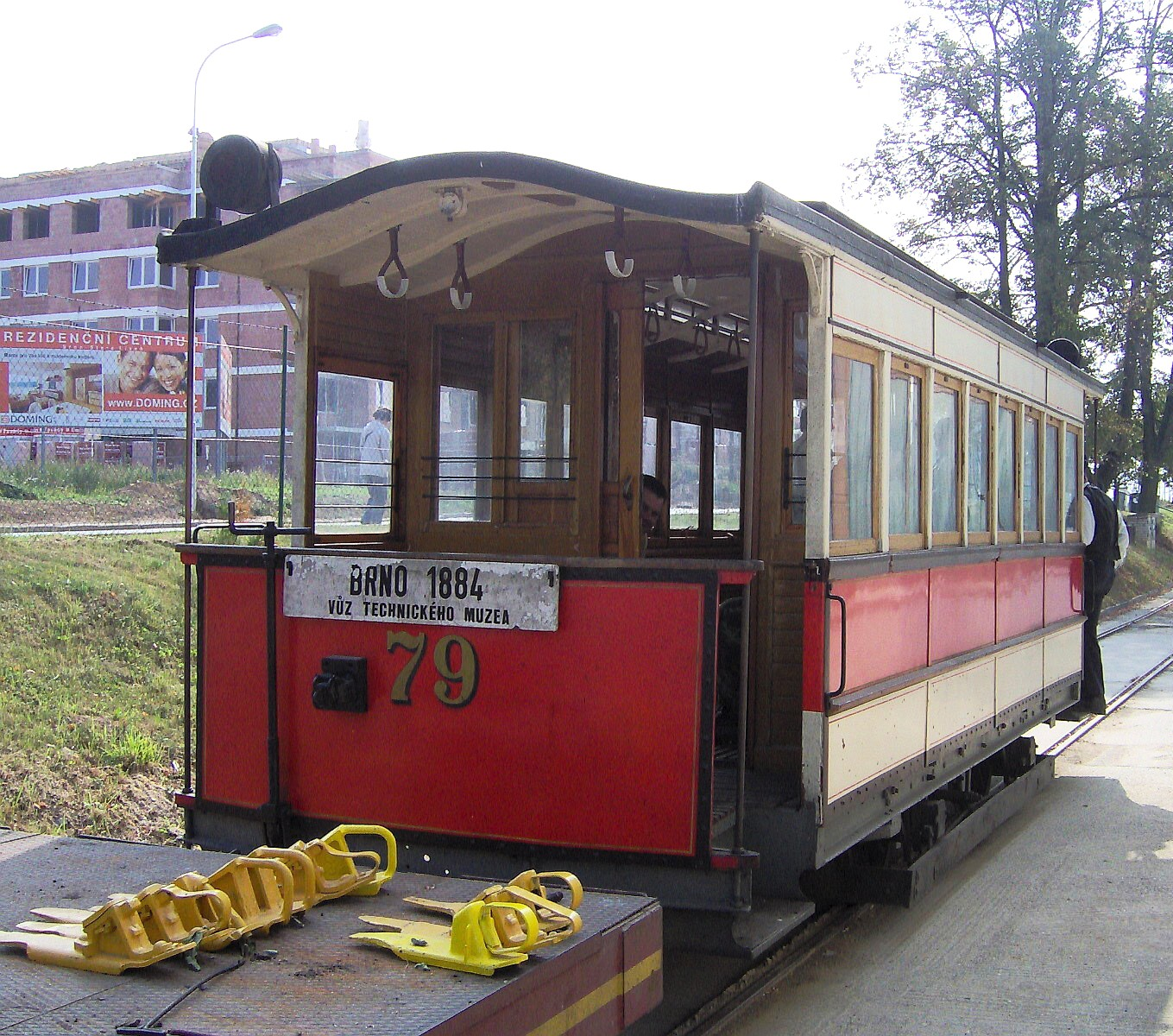
Vlečný vůz č. 79 z roku 1884, který v byl éře parní tramvaje pravděpodobně označen číslem 23

Osm uzavřených (tzv. zimních) vozů č. 16–23 určených pro parní provoz v roce 1884 vyrobila a dodala vagónka Johann Weitzer ze Štýrského Hradce. V roce 1900 byly převzaty do provozu elektrické tramvaje a po úpravách byly využívány jako vlečné vozy čísel 72–79. V roce 1920 byly přečíslovány na č. 172–179 a některé z nich v provozu vydržely až do roku 1963, vyřazeny byly o rok později.
Jako exponát TMB je zachován vůz pravděpodobného čísla 23, který byl renovován do stavu z období elektrické tramvaje s číslem 79. Příležitostně jezdil při mimořádných jízdách především v soupravě parní tramvaje, v současnosti je odstaven v depozitáři vozidel MHD Technického muzea v Brně-Líšni.
Vozy č. 9II–14II a 24–29
Celkem 12 vozů otevřeného (letního) typu zakoupila BLEG v roce 1890 od vagónky Johann Weitzer, vyrobeny byly v Soproni. Prvních šest vozů dostalo čísla 9–14, která byla uvolněna po odprodaných vozech koňky. Všech 12 vozů bylo v roce 1900 převzato elektrickou dráhou a po úpravách jezdily jako vlečné vozy čísel 80–91 (od roku 1920 č. 180–191), odstaveny byly v roce 1929. Díky zvýšené poptávce byly na začátku druhé světové války opětovně zařazeny do provozu a postupně byly upraveny dosazením plošinových čel a bočních oken na uzavřené. Poslední z nich byly vyřazeny v roce 1964.
V majetku TMB je zachován vůz č. 25 (za elektrického provozu č. 87 a 187), který byl s použitím pojezdu vozu č. 9 v roce 1969 renovován. Jeho stav však zcela neodpovídal historickému stavu těchto vozů z dob parní tramvaje, proto byl v roce 2012 při kompletní rekonstrukci po nehodě z roku 2010 upraven do stavu známého z dobových fotografií.
Vozy č. 30 a 31

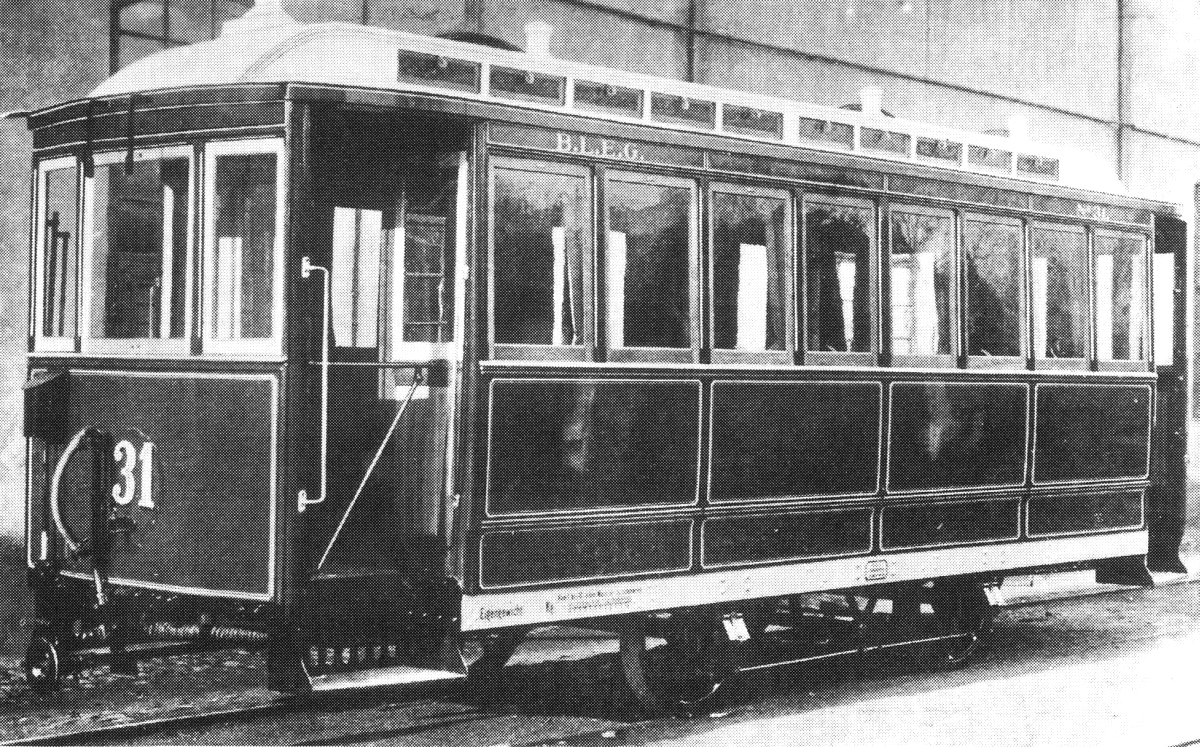
Vlečný vůz č. 31 z roku 1896

Poslední dva osobní vlečné vozy brněnské parní tramvaje byly vyrobeny v roce 1896 Františkem Ringhofferem ze Smíchova, dodány byly o rok později. Jednalo se o uzavřené vozy s uzavřenými plošinami, které rovněž byly v roce 1900 převzaty elektrickou dráhou. Po úpravách byly označené čísly 99 a 100 využívány jako vlečné vozy elektrické tramvaje. Od roku 1920 nesly čísla 199 a 200, roku 1929 byly přestavěny na sněhové pluhy a solicí vozy. Zničeny byly při požáru vozovny Pisárky v roce 1945.
Salónní vůz
Salónní vůz byl dodán v roce 1884 vagónkou Johann Weitzer ze Štýrského Hradce, jízdné v něm bylo podle dobového tisku dražší. Jednalo se o vůz koňky určený pro nerealizovanou trať vnitřním městem, byl však upraven i pro parní provoz. V roce 1886 byl odprodán do Salcburku. Jeho číslo v Brně není zatím spolehlivě doloženo.
Nákladní vozy

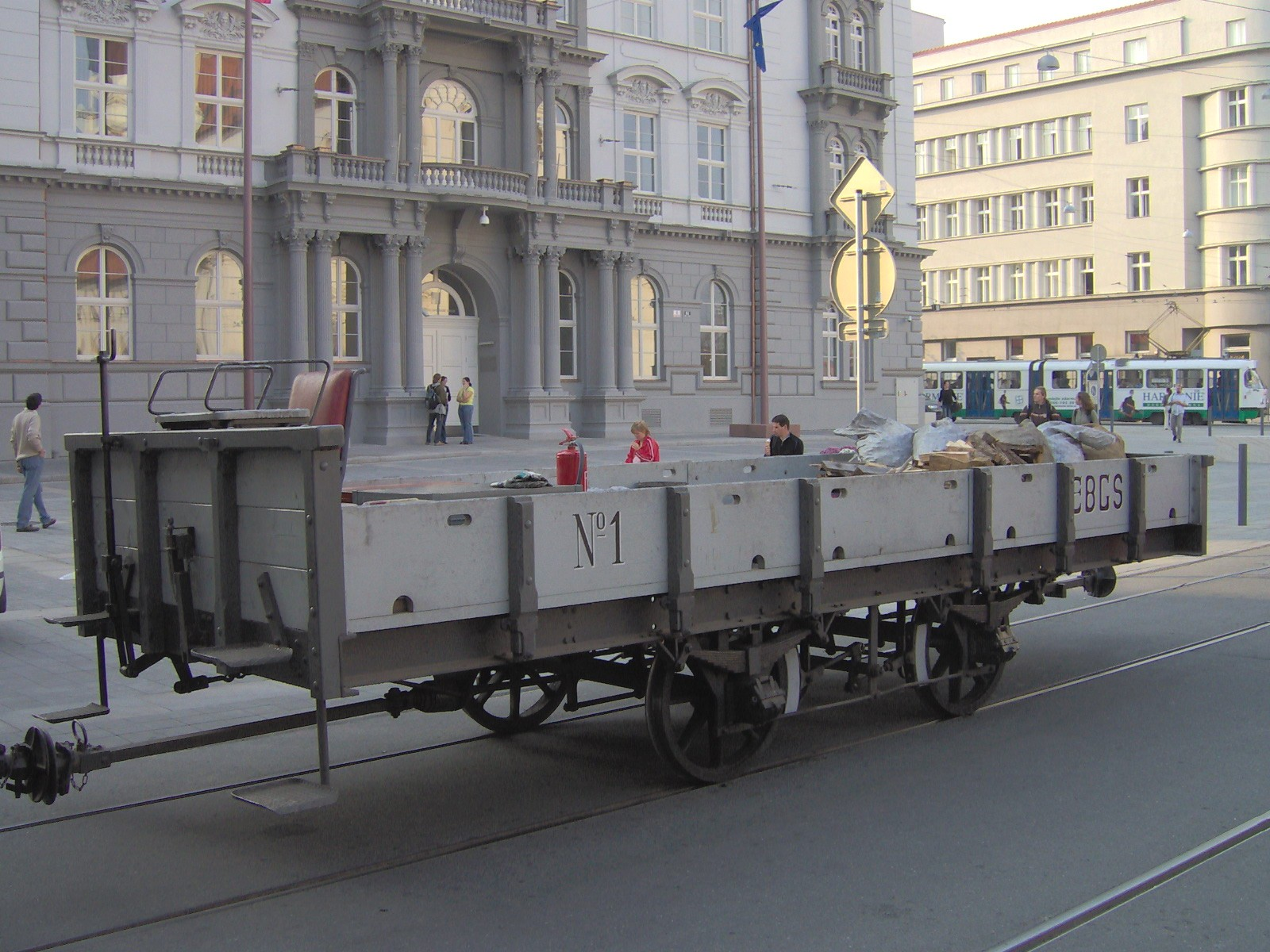
Nákladní vůz č. 1 z roku 1897

V majetku provozovatele brněnské parní tramvaje byly minimálně dva nákladní otevřené vozy s bočnicemi. Oba vyrobila královopolská firma Lederer & Porges (později Královopolská), jeden v roce 1894 (vyřazen byl po roce 1945), druhý, označený jako Jn 3, v roce 1897. Ten byl v roce 1900 označen číslem 1, na začátku 30. let 20. století dostal číslo 5. V roce 1971 byl předán Technickému muzeu v Brně jako pomocný vůz v podobě ocelového roštu a pojezdu. Kompletně renovován byl v 90. letech 20. století do stavu po roce 1900 a je využíván při různých příležitostech v soupravě parní tramvaje.